# Kazimierz Stegman
Kazimierz Jerzy Stegman ps. „Sarnowski” (ur. 27 sierpnia 1911 w Sarnowie, zm. 25 lutego 1979 w Warszawie) – polski ichtiolog, profesor Szkoły Głównej Gospodarstwa Wiejskiego w Warszawie.

## Życiorys
Był synem Józefa Karola Stegmana i Melanii z domu Fiszer. W 1931 ukończył naukę w Państwowym Gimnazjum Humanistycznym w Zakopanem. Ichtiologią zainteresował się, hodując ryby w stawach w rodzinnym majątku Sarnów, w związku z czym wybrał studia na Wydziale Rolnym SGGW, które ukończył w 1939 pracą dyplomową pod kierunkiem Franciszka Staffa pt. „Wydajność naturalna i obsady stawów w świetle najnowszych doświadczeń i poglądów”.
Podczas II wojny światowej odmówił podpisania volkslisty, przez co wraz z rodziną został wysiedlony do Generalnego Gubernatorstwa. Następnie pracował jako inspektor gospodarstw stawowych w Warszawskim Towarzystwie Rybackim przy Warszawskiej Izbie Rolniczej oraz działał w konspiracji. Należał do 1 Dywizjonu 7 Pułku Ułanów Lubelskich „Jeleń”, następnie działał w kompanii „Jeleń” w batalionie „Oaza”. Uczestniczył w powstaniu warszawskim, w którym został ciężko ranny oraz dostał się do niewoli niemieckiej – był jeńcem wojennym w dulagu w Skierniewicach.
Po II wojnie światowej był inspektorem rolnym w łódzkim Urzędzie Repatriacyjnym. W 1946 został organizatorem, wykładowcą i kierownikiem Zakładu Rybactwa w Wyższej Szkole Gospodarstwa Wiejskiego w Łodzi. W 1949 został asystentem w Katedrze Ichtiobiologii i Rybactwa SGGW Warszawie. Wykładał hodowlę ryb w stawach na Studium Rybackim oraz kierował doświadczalnictwem rybackim w gospodarstwach SGGW.
W 1952 obronił pracę doktorską „Poszukiwanie miernika wartości użytkowej w selekcji karpia”. W 1953 został adiunktem Katedry Rybactwa SGGW, a w 1954 docentem. W latach 1951–1958 pełnił funkcję kierownika Działu Produkcji Stawowej w Instytucie Rybactwa Śródlądowego. W 1961 został kierownikiem Katedry Rybactwa, a następnie Zakładu Ichtiologii i Rybactwa. Został mianowany profesorem nadzwyczajnym w 1968. W 1972 napisał na Wydziale Rybactwa Morskiego Akademii Rolniczej w Szczecinie pracę habilitacyjną pt. „Zasady normowania obsad w stawach karpiowych”. W 1974 został profesorem zwyczajnym.
Został pochowany na cmentarzu ewangelicko-augsburskim przy ul. Ogrodowej w Łodzi.

## Odznaczeni
- Krzyż Kawalerski Orderu Odrodzenia Polski,
- Krzyż Walecznych[4].